# Run with the Lions
Chanson représentant la Lituanie au Concours Eurovision de la chanson
When We're Old
(2018) On Fire
(2020)
Run With the Lions est une chanson de Jurijus Veklenko qui représente la Lituanie au Concours Eurovision de la chanson 2019, à Tel Aviv en Israël. Elle est intégralement interprétée en anglais, comme les règles du concours le permettent depuis l’édition 1999.

## À l’Eurovision
Run With the Lions représente la Lituanie au Concours Eurovision de la chanson 2019, à Tel Aviv en Israël, après que son interprète Jurijus Veklenko a été sélectionné au moyen de la sélection nationale «Eurovizijos» dainų konkurso nacionalinė atranka. Il a été déterminé au moyen d’un tirage au sort le 28 janvier 2019 que la chanson serait interprétée en direct lors de la seconde moitié de la seconde demi-finale, le jeudi 16 mai 2019. Il a par la suite été révélé que la chanson passera en douzième, sur dix-huit participants. En cas de qualification, elle sera à nouveau interprétée lors de la finale du samedi 18 mai 2019.

## Liste des pistes
| 1. | Run With the Lions | 3:00 |